# Noorwegen op het Junior Eurovisiesongfestival 2005
Noorwegen nam deel aan het Junior Eurovisiesongfestival 2005 in Hasselt, België. Het was de 3de deelname van het land op het Junior Eurovisiesongfestival. De selectie verliep via een nationale finale. NRK was verantwoordelijk voor de Noorse bijdrage voor de editie van 2005. De zangeres Malin Reitan eindigde in Hasselt op de derde plaats met het liedje Sommer og skolefri.

## Selectieprocedure
De Noorse nationale finale vond plaats op 28 mei 2005 in het Oslo Spektrum. De show werd gepresenteerd door Stian Barsnes Simonsen en Nadia Hasnaoui. Er namen tien deelnemers deel aan de finale, waarvan de beste vier doorgingen naar de superfinale. Vervolgens werd er opnieuw gestemd, en bleek Malin Reitan veruit de populairste artiest te zijn. Zij mocht aldus met Sommer og skolefri Noorwegen vertegenwoordigen op het Junior Eurovisiesongfestival in het Belgische Hasselt.

## Melodi Grand Prix Junior 2005

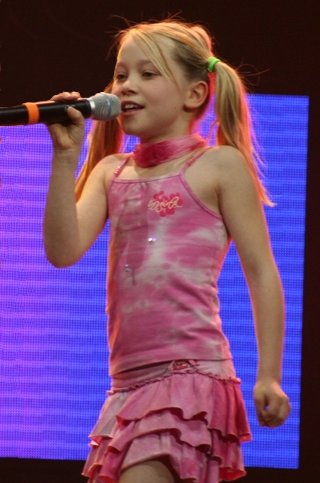
Malin Reitan tijdens het Junior Eurovisiesongfestival 2005

28 mei 2005
| Volgorde | Artiest       | Lied                |
| -------- | ------------- | ------------------- |
| 1        | 4 You         | Dans, data og dumle |
| 2        | Lil`P         | Hiphop selvbiografi |
| 3        | Charlie       | Kjendiser           |
| 4        | Karoline      | Står i regnet       |
| 5        | Maskerte Barn | Bygda mi            |
| 6        | Rikke & Malin | Teit                |
| 7        | New Justice   | Skola e en slum     |
| 8        | Malin Reitan  | Sommer og skolefri  |
| 9        | Silje         | Mobba               |
| 10       | Friends       | Sammen              |

Superfinale
| Plaats | Artiest      | Lied                | Stemmen |
| ------ | ------------ | ------------------- | ------- |
| 1      | Malin Reitan | Sommer og skolefri  | 43.201  |
| 2      | New Justice  | Skola e en slum     | 26.360  |
| 3      | Friends      | Sammen              | 15.458  |
| 4      | 4 You        | Dans, data og dumpe | 15.276  |

## In Hasselt
Noorwegen trad als veertiende van zestien landen op tijdens de grote finale van het Junior Eurovisiesongfestival 2005 in Hasselt, net na Letland en voor Malta. Aan het eind van de avond stond Noorwegen op de derde plaats, met 123 punten. Noorwegen kreeg het maximum van twaalf punten van Denemarken en Zweden. Na deze prestatie trok Noorwegen zich definitief terug uit het Junior Eurovisiesongfestival. Aldus blijft deze derde plek de beste eindpositie voor Noorwegen.